# Doomsday Meteor
Doomsday Meteor ist ein US-amerikanischer Katastrophen-Science-Fiction-Film aus dem Jahr 2023 von Noah Luke, der auch für die Kameraführung verantwortlich war.

## Handlung
Im kalifornischen Goddard Observatorium geht ein Alarm der allerhöchsten Warnung ein, da sich ein bisher unbekannter Meteor auf Kollisionskurs mit der Erde befindet. Aus Richtung der Sonne kommend, war er für die Wissenschaftler schwer zu entdecken. Der Himmelskörper wird mit der dreifachen Größe des Mount Everest angegeben und besteht aus etwa 98 % aus Eisen. Wissenschaftler errechnen dadurch, dass ein Einschlag der Weltuntergang wäre.
Daher tritt das „Doomsday-Protokoll“ in Kraft. Nach Berechnungen der Wissenschaftler wird der Meteor in sechs Tagen und zwölf Stunden die Erde treffen. Auf der Erde werden mehrere Hochleistungslaser installiert, von denen man sich erhofft, dass die gemeinsame Schusskraft ausreicht, den Meteor umzuleiten. Als der Schlag gegen den Meteor ausgelöst wird, ist das Ergebnis ernüchternd: Der Himmelskörper hat zwar seinen Kurs geändert, wird aber trotzdem noch mit der Erde kollidieren. Als letzte Rettung wird Captain Evan Davies mit seinem Team aus Soldaten, Wissenschaftlern und Ingenieuren in einem Raumschiff Richtung Meteor geschickt. Auf dem Meteor soll er einen leistungsstarken Raketenantrieb installieren, der den Meteor noch rechtzeitig an die Erde vorbeischubsen soll.

## Hintergrund

### Produktion
Die Dreharbeiten fanden hauptsächlich in einem Filmstudio im kalifornischen Burbank statt.

### Veröffentlichung
Der Film erschien am 28. April 2023 in den USA. In Deutschland wird der Film seit dem 26. Januar 2024 per DVD und Blu-ray Disc vertrieben.

## Rezeption
Der Film hat aufgrund zu weniger Stimmenabgaben keine Wertung auf Rotten Tomatoes. In der Internet Movie Database hat der Film bei gut 70 Stimmenabgaben eine Wertung von 4,0 von 10,0 möglichen Sternen (Stand: Dezember 2023).